# هنریک آلاوردیان
هنریک کاراپتی آلاوردیان (ارمنی: Հենրիկ Կարապետի Ալավերդյան؛ ۱۶ فوریهٔ ۱۹۳۵ – ۱۱ ژوئیهٔ ۱۹۸۹) یک بازیگر اهل ارمنستان بود. وی بین سال‌های ۱۹۸۱ تا ۱۹۹۰ میلادی فعالیت می‌کرد.

## زندگی‌نامه
هنریک آلاوردیان در سال ۱۹۳۵ در شهر لنیناکان متولد شد. او در سال ۱۹۶۰ از کنسرواتوار دولتی کومیتاس ایروان فارغ‌التحصیل شد. در سال ۱۹۷۹، او در فیلم‌های استودیوی فیلمسازی «های‌فیلم» حضور یافت. وی برنده جوایزی همچون هنرمند مردمی ارمنستان شوروی شد. آخرین اجرایی که این بازیگر در آن شرکت کرد، در ۲۷ مه ۱۹۸۹ در لس‌آنجلس بود. علیرغم اصرار مدیران تئاتر، با وجود بیماری شدید، او روی صحنه رفت و نقش خود را به عنوان کیوکوا در اپرای «آنوش» اثر آرمن تیگرانیان اجرا کرد. او در سال ۱۹۸۹ در ایروان درگذشت.

## گزیده فیلمشناسی
از فیلم‌ها یا برنامه‌های تلویزیونی که وی در آن نقش داشته است می‌توان به آخرین یکشنبه (۱۹۸۵)، آنوش (۱۹۸۳)، ترانه ایام گذشته (۱۹۸۲) اشاره کرد.